# Glacera de Corbassière
La glacera Corbassière és una glacera suïssa situada als Alps Penins del Valais. Té una longitud de 9,8 km i una superfície de 17,4  km². Té una amplada mitjana d'un quilòmetre. Comença a una altitud de més de 4.000 metres a la cara nord del Grand Combin i acaba a 2.300 metres. A la part dreta de la part inferior de la glacera, la barraca François-Xavier Bagnoud (2.645 m sobre el nivell del mar), pertanyent a la burgesia de Bagnes, és un punt de partida a pujades i excursions per les glaceres al massís del Grand Combin .

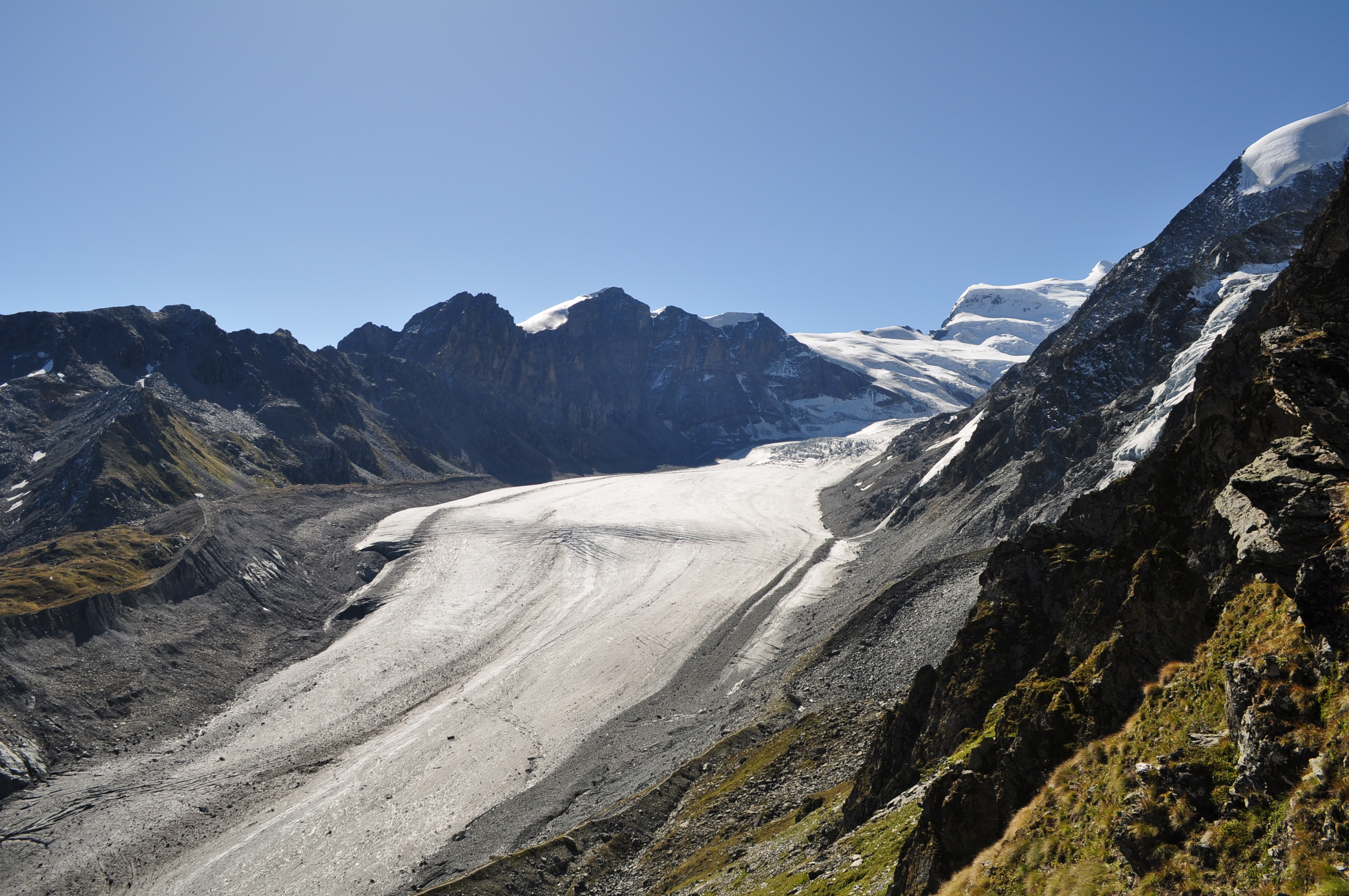
Glacera de Corbassière
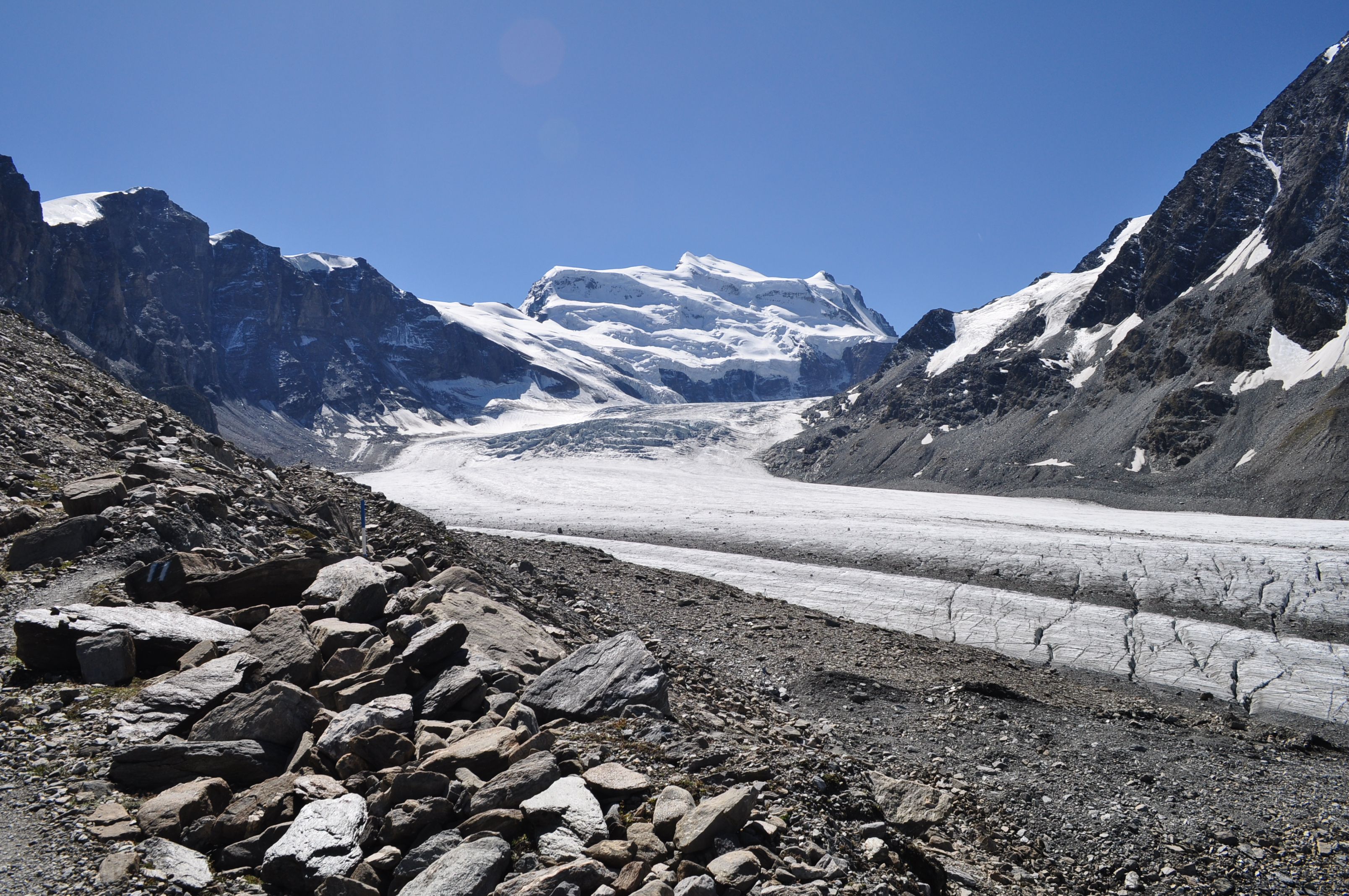
Glacera de Corbassière
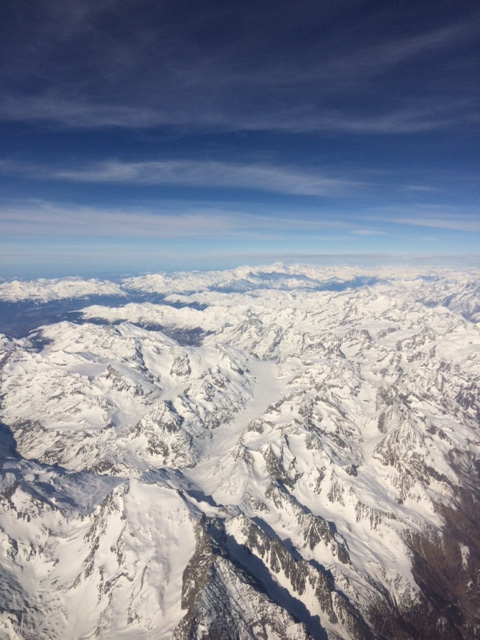
Vista aèria de la glacera de Corbassière i el seu voltant (presa el mes de març), des de 7.300 m